# Massacro di Adana

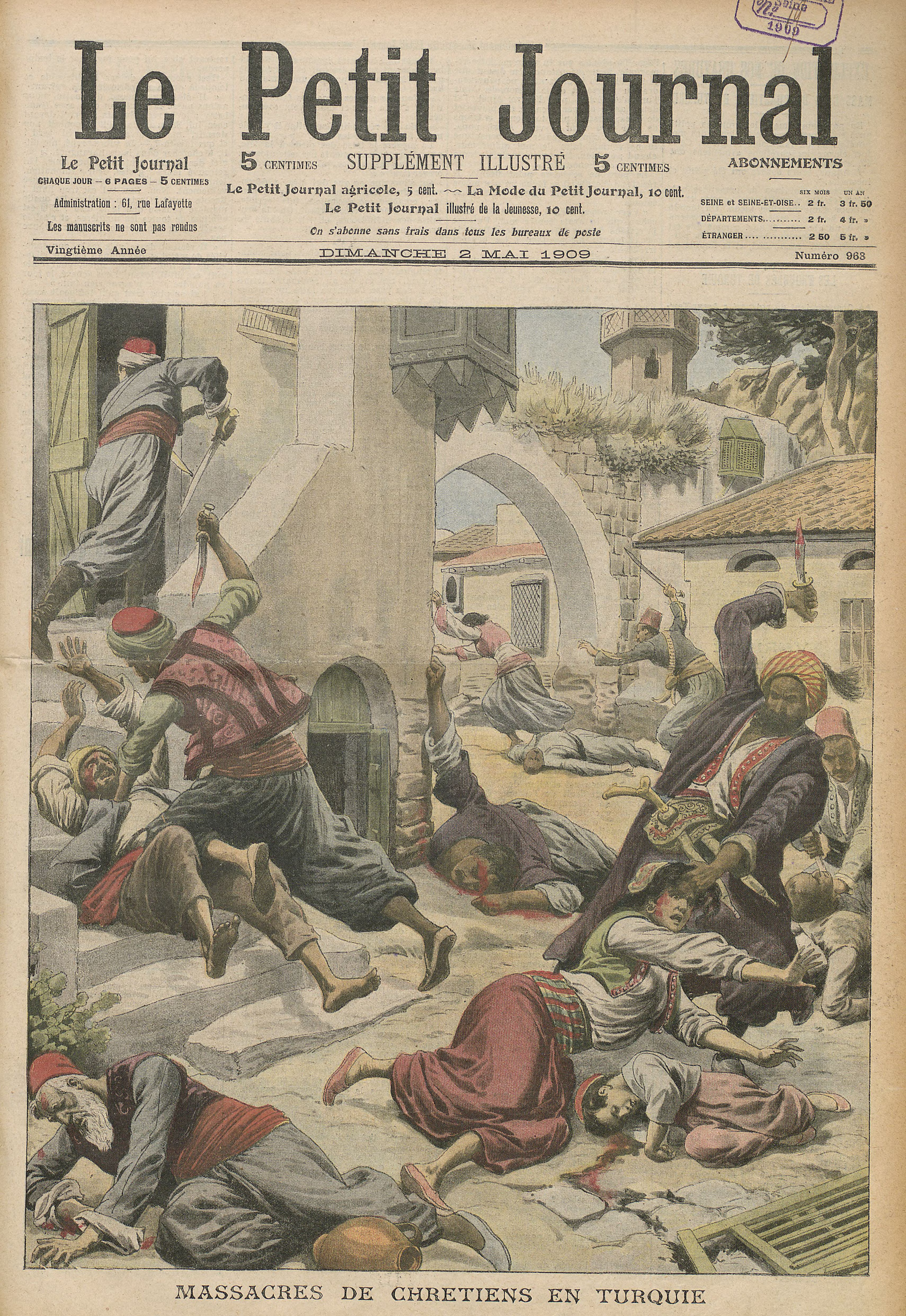
Il massacro di Adana sul supplemento illustrato del Petit Journal di Parigi del 2 maggio 1909.

Il massacro di Adana, contro le popolazioni armene della Cilicia, venne perpetrato nella provincia ottomana di Adana durante il mese di aprile del 1909. Avvenuti dopo i massacri hamidiani del 1894-1896, furono il preludio al genocidio armeno del 1915-1916.

## Contesto
Adana divenne armena nel 1132, annessa al Regno armeno di Cilicia, e tale rimase fino al 1360.
Gli Armeni continuano a insediarsi in Cilicia nel corso dei secoli, formando una popolazione attiva e prospera. Alla fine del XIX secolo, il sultano Abdul Hamid II, animato dal panislamismo, una sorta di nazionalismo musulmano, progettò una campagna di uccisione sistematica degli armeni che, nel 1896, causò la morte di oltre 200 000 persone. Questi massacri causarono indignazione in tutta Europa senza peraltro generare alcun intervento a difesa.
 Gli armeni dell'Impero e della diaspora, in stato di shock e paura, accolsero positivamente l'avvento al potere del movimento dei Giovani Turchi, che prometteva la riconciliazione tra le religioni e le etnie nell'impero. Ma una delle prime disposizioni del movimento fu il massacro degli armeni della provincia di Adana, messo in atto per porre fine alle loro proteste.

## Il massacro

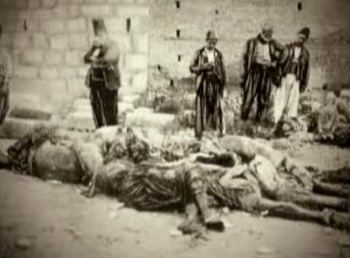
Cadaveri di armeni massacrati ad Adana.

L'organizzazione dei Giovani Turchi giunse al potere nel 1908, facendo fra 20 000 e 30 000 morti. Come il sultano Abdul Hamid II, i Giovani Turchi erano guidati da un nazionalismo ottomano, il panturchismo, che poneva la razza turca in posizione preminente su arabi e persiani. L'idea originale che "l'impero dell'Islam sarà abbastanza grande per rompere il contatto con i cristiani" aveva fatto il suo tempo e l'idea di rigenerazione della Turchia passava attraverso una purificazione di tutti gli "infedeli dell'Impero".
Nella notte tra il 25 e il 26 aprile 1909, con l'aiuto degli zingari e dei Basci-buzuk, i soldati ottomani massacrarono i cristiani, razziando i loro averi, le chiese e le scuole. Il vali si mostrò incapace di ristabilire l'ordine e venne distrutta l'ultima scuola francese di Adana.